# Judovsko pokopališče (Ruisdael)
Judovsko pokopališče je slika olje na platnu nizozemskega krajinskega slikarja Jacoba van Ruisdaela, ki je zdaj na Inštitutu za umetnost v Detroitu.
Judovsko pokopališče je alegorična krajinska slika, ki nakazuje ideje upanja in smrti, hkrati pa prikazuje Beth Haim, pokopališče na južnem obrobju Amsterdama, v mestu Ouderkerk aan de Amstel. Beth Haim je počivališče nekaterih uglednih osebnosti velike portugalske judovske skupnosti v Amsterdamu v 17. stoletju. Nagrobni spomeniki spominjajo na voditelje novoprispele portugalsko-judovske populacije. Osrednji elementi slike se razlikujejo od tistega, kar bi videli v Ouderkerku, saj je Ruisdael naredil prilagoditve, da bi dosegel kompozicijski in alegorični namen. Fizične dimenzije slike so dvakrat večje od značilnega krajinskega slikarstva iz 17. stoletja. Potem ko je bilo leta 1835 v Angliji katalogizirano, je delo za več let izginilo z javnega prikaza, preden se je pojavilo na različnih dražbah v Londonu in Berlinu. Detroitski inštitut za umetnost je leta 1926 pridobil sliko od Juliusa H. Haassa, ki je bila podana v spomin na njegovega brata.
Jacob van Ruisdael je ustvaril dve različici Judovskega pokopališča leta 1653 in 1655, medtem ko je bil sredi svojih dvajsetih, kot pravi Erich Simon.

## Predmet in simboli
V obeh različicah Jacob van Ruisdael predstavi pokopališče kot krajinsko varianto slike vanitas. Dela vanitas so po navadi tihožitja ali žanrski prizori, z lobanjami, knjigami, rožami in svečami kot pogostimi temami v tej temi. Podobno je Jacob van Ruisdael uporabil zapuščene grobnice, opustošene cerkve, nevihtne oblake, mrtva drevesa, spreminjajoče se nebo in tekočo vodo, da bi simboliziral smrt in minljivost vseh zemeljskih stvari. Jacob Rosenberg in Seymour Slive opisujeta »privlačno in tragično razpoloženje v naravi« judovskega pokopališča – »moralizirajočo pokrajino ... naslikano z namerno alegoričnim programom.«
Temelje osrednje stavbe prekriva listje, ki izhaja iz razpadajočega lesa v ospredju. Poleg tega prevladujejo številni verjetni simboli smrti. Ko potok dere čez velike kamne pod prelomljenim lokom, ki morda simbolizirajo hitro tekoče obdobje človeškega življenja. To lahko ustreza žarkom svetlobe, ki se prebijejo skozi valoviti dež ali nevihtne oblake v zgornji sferi. Pokončen, a zlomljen steber - tukaj predstavljen kot polcilinder - verjetno pomeni smrt. Poleg tega, da slika služi kot memento mori, opomin na neizogibnost smrti, lahko ponuja tudi teme upanja in prenove. Voda nenehno teče, se spreminja in obnavlja v potoku, morda simbolizira življenje in živost, medtem ko propadajoče drevo, ki se sklanja nad njo, predstavlja neizogiben prihod smrti. Narava oživi in napolni zanemarjena območja, ko se sčasoma potopijo v gozdove. Čeprav je imela mavrica različne simbolne pomene, so jo pogosto imeli za znanilca upanja in božanske obljube. Krivulja v mavričnem loku na vrhu slike lahko nakazuje »most v nebesa«. Teoretiziralo se je tudi, da simbolizira prenovo življenja, kar povezuje delo s teološkim sporočilom: rabini so rekli, da bi bilo vstajenje mrtvih prvo znamenje, da bo prišel mesija (maziljenec iz Davidove hiše). To sporočilo bi bilo jasno portugalskim Sefardom, ki bi na ta dogodek čakali iz Beth Chaima. Možno je, da bi bil ta dodaten pomen napisan po navodilih mecena, čeprav ni znano, kdo, če sploh kdo, je naročil sliko.

### Tombs
Ruisdaelove slike prikazujejo grobnice, ki jih je opazil, ko je obiskal Beth Hamin. (Michael Zell piše, da se »Ruisdael osredotoča na vogal pokopališča in izolira štiri najstarejše, najbolj nenavadne in najbolj opazne sefardske grobnice« z »nečitljivimi psevdohebrejskimi napisi«.) Označili so ostanke prvih portugalskih naseljencev v Amsterdamu v tistem času, od katerih jih je bilo veliko iz starih družin, ki so pridobile bogastvo in plemiške nazive, preden so prišle v Amsterdam. V osvetljenem nagrobniku iz belega marmorja, okrašenem z veliko kamnito škatlo in pisano kapo, ležijo posmrtni ostanki Eliasa (ali Eliahuja) Montalta. Dr. Montalto je bil zdravnik Marie Medičejske in po njegovi smrti leta 1616 so njegove posmrtne ostanke pripeljali v Ouderkerk za pokop. Na marmorni plošči so hebrejske tiskane črke. Montaltovo ime je izpisano v akrostihu na navpični zadnji plošči.
V obeh različicah slike Ruisdael prikazuje Montaltovo grobnico z zgoščeno svetlobo nad njo, kot da se ta svetloba prebija iz nebes, da obsije njegovo počivališče. Oblika in slog grobnice sta v skladu s slogom, videnim v Levantu in nista značilna za grobnice, najdene na Nizozemskem. Rezbar grobnice ni znan, vendar je verjetno, da je nastala v drugi državi, preden so jo prinesli za Beth Haim. Ruisdael je v svojih delih reproduciral najstarejše grobnice, prikazane v skladu s prepričanjem Stare zaveze, da na grobnicah ni primerno imeti podob. Namesto tega so ti grobovi popisani s hebrejsko pisavo. Na sliki je grob Davida Farrarja komaj viden za Montaltovo grobnico - kot preprosto pokrivalo in navadna kamnita plošča.
V sarkofagu poleg Montalta je izklesan pokrov iz rdečega marmorja, ki obdaja grob Issaca Uziela; grobnica je okrašena s tančico iz rdeče pegastega marmorja, ki ima simbolni pomen. Domneva se, da je Uziel prispel v Amsterdam okoli leta 1615 in je bil Haham ali glavni rabin druge skupnosti od leta 1617 do 1622, ko je umrl. Bil je tudi znan poznavalec hebrejščine in je nove priseljence verjetno veliko naučil o judovstvu. Ko je umrl, je bil tako spoštovan, da je bilo odločeno, da na njegovem grobu ne bo potreben napis, saj bo veličina njegovega groba govorila o ugledu človeka.
Poleg Uziela, na desni, je največja grobnica skupine, ki pripada Abrahamu Israelu Mendezu. Ta grobnica je opisana kot impresivno visoka in »prizmatična preprostost«. Mendez je bil eden od tretjih guvernerjev portugalsko-judovske skupnosti in napis na njegovem spomeniku ga opisuje kot »zelo cenjenega«. Na enem na strani bloka se pojavi Mendezov grb, čeprav je komaj čitljiv in na sliki ni upodobljen z nobenimi podrobnostmi.
Temna grobnica s polvaljastim stebrom, postavljenim na vrh grobov v skrajnem levem kotu slike, ločena od drugih grobov z deročim potokom in zlomljenim, podrtim mostu podobnim drevesom, posvečena Abrahamu Francu Mendesu o Velhu ('stari' v portugalščini). (Poznan je bil tudi kot Abraham Franco O. Velho ali Melchior Franco Mendez). Na sliki je Ruisdael črno kamnito grobnico postavil na levi rob, na drugi strani potoka, čeprav je bila dejansko postavljena pred druge tri grobnice v Beth Haimu: Ruisdaelova izbira bi bila za kompozicijo in obarvanost. Oči gledalcev bi bile usmerjene v grobnico, ko bi sledili krivuljam mrtvega drevesa in na koncu končali pred grobnico Mendez. Zdi se, da je njegova grobnica pomembna, saj je Ruisdael podpisal vodoravno ležeči polsteber, ki je kronal njegov grob. Ta polsteber naj bi bil steber, ki je nekoč krasil vrh kamnite plošče, ki je bila postavljena nad grobnice Mendeza Velha in treh drugih članov njegove družine ter jih vse povezovala. Kamnita plošča je počila okoli leta 1676 in steber je odpadel in je bil kasneje viden nad tlemi, kar Ruisdael zajame na svojih slikah in grafikah, čeprav ga je postavil na nasprotno stran.
V Ruisdaelovi kompoziciji je opaziti tudi to, kar je na dejanskem pokopališču lesen stebriček - predstavljen na eni od Teylerjevih risb kot kažipot, na sliki v Detroitu pa kot štor, medtem ko je v dresdenski različici v celoti izpuščen. Ta leseni drog bi bil najden v bližini grobnice Jacoba Pereyre, ki je bila ravna marmorna plošča, vidna na obeh slikah in risbah. Pereyrin grob je videti okrašen z medaljonom, ki vključuje grb. Lokacijo svoje grobnice je rezerviral posebej zaradi njene bližine ostalim trem grobnicam. Grobnica in kažipot sta nastala več kot pol stoletja pred njegovo smrtjo.
Blizu teh uglednih grobnic je drugo grobišče za moža družbenega pomena, don Samuela Palacheja. Palache je prišel v Amsterdam kot veleposlanik Muleyja Sidana, maroškega kralja. V Beth Haimu dejansko grobnico sestavlja plošča, okrašena z grbom, sestavljenim iz leva in krone, skupaj s hebrejskimi napisi, ki podrobno opisujejo njegov položaj in pomembne dosežke. Na Ruisdaelovi sliki se zdi, da je grob stran od ostalih treh grobov, postavljenih na drugi strani potoka, na levi strani slike. Spodnji rob grobnice je v vodi in namesto detajlnega grba, ki krasi dejanski Palachejev grob, je na sliki prikazan le črkovni znak, podoben 'Y'. Nekateri učenjaki so to razlagali kot Ruisdaelov način označevanja neizogibnosti smrti in da ne glede na status ali bogastvo posameznika ni zaščite pred smrtjo.
V središču kompozicije je par belih grobnic obkrožen s figurami treh žalujočih - judovske družine, vključno z očetom, materjo in dečkom, oblečenimi v črno, ki se na sredini odsevajo s pokrovi dveh podolgovatih piramide. Zwarts je na podlagi portugalskih napisov ugotovil, da te grobnice pripadajo Rafaelu Hiskiasu Athiasu in njegovi ženi Raquel.

## Lokacija in kontekst
Na južnem obrobju Amsterdama je vas Ouderkerk aan de Amstel, njeno pokopališče Beth Haim (Hiša življenja) pa leži ob reki Amstel, kar je predmet slikanja Jacoba van Ruisdaela. David Henrique De Castro je bil prvi, ki je povezal marmorno grobnico na sliki v Dresdnu s portugalsko-judovskim pokopališčem v Ouderkerku. Mesto so obiskali tudi drugi umetniki, vključno z Rembrandtom. Rembrandta je presenetila njegova nenavadna lepota na zvoniku cerkve Ouderkerk z okrasnimi izboklinami, podobnimi gumbom. Frits Lugt je odkril strukturo na Rembrandtovi risbi s peresom. Jacob van Ruisdael je naredil skice, ki kažejo njegovo zavedanje okolice na začetku njegove kariere. Med potovanjem v Ouderkerk je umetnik še vedno živel pri očetu v rodnem Haarlemu. Takrat je imel Ouderkerk majhno judovsko skupnost, vendar je bil Haarlem prvo mesto na Nizozemskem, ki je Judom dovolilo odprto prakso. Po padcu Granade leta 1492 sta Ferdinand in Izabela podelila polno oblast inkviziciji, ki je pregnala Jude iz Španije, kar je povzročilo prihod portugalsko-judovskih beguncev v Amsterdam okoli leta 1590. V Amsterdamu se je veliko portugalskih Judov vrnilo k judovstvu, potem ko so bile generacije prisiljene živeti kot katoličani na Iberskem polotoku. Od ustanovitve leta 1614, ko so Judje uradno postali versko svobodni, so na judovskem pokopališču v Ouderkerku pokopali sefardske begunce, ki so pred inkvizicijo pobegnili iz Španije in Portugalske. Tamkajšnje judovsko pokopališče je bilo torej simbol judovske svobode v Amsterdamu.
Številni največji elementi, upodobljeni na sliki, ne predstavljajo, kako je Ouderkerk v resnici videti, vključno z ruševinami cerkve: na zemljišču ni bilo niti gradu niti cerkve, niti kakšne majhne lesene stavbe v bližini, niti hribov ali deročih potokov, vse to je Jacob van Ruisdael je gotovo izumil. Svetlana Alpers odkrije »radikalne spremembe na mestu ... ki se v tem pogledu približa njegovi namišljeni predstavitvi močvirij«. Le grobnice na pokopališču Beth Haim so podobne tistim na sliki. Risba porušenih ostankov gradu Egmond aan den Hoef je bila upodobljena na njegovi dresdenski sliki. V detroitski različici prizor vsebuje tisto, kar je ostalo od romanske opatije Egmond Binnen blizu Alkmaarja. Opatija je bila žrtvovana med nizozemskim uporom proti Španiji več kot 80 let preden jo je Ruisdael naslikal. Krajinski umetniki, kot je Jacob van Ruisdael, so morda izbrali reprezentativna mesta nizozemske republike, kot so ruševine, mlini na veter in pogled na mesto, da bi ponazorili nizozemski patriotizem. V svojem studiu v Haarlemu je dodal dodatne pokrajinske elemente, da bi v prizor upodobil kompozicijske in alegorične elemente. Te značilnosti najdemo na skicah, ki jih je Jacob van Ruisdael naredil na drugih lokacijah, vendar se ne pojavljajo v pokrajini Ouderkerk.

## Izvor
Znano poreklo slike sega šele v leto 1739 in njen prvotni lastnik ni dokumentiran. Čeprav ni znano, ali je bila slika izdelana po naročilu, nekateri učenjaki domnevajo, da je bila morda narejena za člana Montaltove družine, saj je njegova grobnica vidna na sliki in je poudarjena s koncentracijo svetlobe, ki vodi oči v grob, kot da bi svetloba prihajala z neba. 22. septembra 1783 je bila slika prodana na dražbi zbirke Pietra Locqueta v Amsterdamu, preden se je leta 1790 in 1802 ponovno pojavila na dražbah v Parizu. Okrog leta 1815 je sliko od bankirja v Parizu kupil Huybens, ki je delo uvozil v Anglijo. Prodana je bila še trikrat, vključno s prodajo leta 1828 zbirki Mackintosh, kjer je bil kasneje katalogizirana leta 1835. Judovsko pokopališče je prenehalo biti javno razstavljeno nekaj časa po tem, ko so ga v Angliji leta 1835 popisali. V 1920-ih so sliko ponovno odkrili v Londonu in leta 1925 je bila vključena v razstavo Muzeja Kaiser Friedrich Museum Museumsverein Stari mojstri iz berlinskih zbirk v Berlinu. Leta 1926 je g. Julius H. Haass podaril sliko Detroitskemu inštitutu za umetnost v spomin na svojega brata dr. Ernesta W. Haassa.